# Харачоевский, Зелимхан
Зелимха́н Гушмазука́ев (Харачо́евский; январь 1872 года — 26 сентября 1913 года) — чеченский абрек. Представитель тайпа харачой. Является чеченским национальным героем.

## Биография
Родился в селе Харачой Грозненского округа Терской области (ныне Веденский район Чеченской республики).
Стать абреком Зелимхана вынудили следующие обстоятельства: обвинение в убийстве и последующее заключение в тюрьму.
По словам самого Зелимхана, он происходил из зажиточной семьи, имел крупный и мелкий рогатый скот, лошадей, мельницу и большую пасеку, в которой насчитывалось несколько сот ульев. В 1901 году Зелимхан уже был семейным человеком и не помышлял о судьбе абрека. Но попытка женить младшего брата Солтамурада привела к неожиданному конфликту: родственники девушки отдали её за другого. Стычка между молодыми людьми из соперничающих фамилий привели к гибели родственников Зелимхана.
В ответ Зелимхан убил человека из враждебной семьи, осуществив «кровную месть». Хотя, между сторонами состоялось примирение, власти из-за нескольких убийств стали производить дознание. Следствие выявило вину в произошедших убийствах Зелимхана, его отца и двух братьев. Таким образом, было найдено юридическое основание для того, чтобы взять под арест самого Зелимхана и его родственников.
24 мая 1901 года за осуществление акта кровной мести он был осуждён на 3,5 года в исправительные арестантские отделения и сослан в Илецкую защиту. Летом 1901 года был возвращён в Грозный для пересмотра судебного решения, после чего заключён в Грозненскую тюрьму.
Абреки действуя в одиночку или небольшими группами, они убивали чиновников, полицейских, грабили банки, казённые учреждения. Грабежи для абреков были источником существования, на похищенные деньги они также скупали оружие.
После побега из тюрьмы Зелимхан некоторое время скрывается в родных местах и начинает абреческую деятельность. Неуловимость Зелимхана в течение многих лет (с 1901 по 1913 год) стяжала ему, как сообщалось в донесениях в Санкт-Петербург, в горных селениях прозвище «наместника гор», как бы в противовес наместнику его императорского величества на Кавказе.
Наибольшая активность Зелимхана началась с начала революции 1905 года, в которой он, как и другие абреки, принял участие. Их активно использовали антиправительственные группировки, нанимая для нападений на полицейских и чиновников. Начиная с весны 1905 года в горных сёлах Чечни и Ингушетии поднимается волна беспорядков. Крестьяне изгоняли назначаемых властями чиновников, захватывали частные и казённые земли, отказывались платить налоги и выполнять повинности. Выступления крестьян, которые продолжились и в 1906 году, приняли наибольший размах в Веденском районе, на родине Зелимхана. Беспорядки поддерживались как антиправительственными партиями, так и абреками.
Отряд под руководством Зелимхана, не ограничиваясь грабежами и вымогательствами, начал фактически партизанскую войну против властей.
В памяти старейшин Ауха сохранился факт пребывания в 1903 году в Парчхой-ауле (ныне Ленинаул) Зелимхана Харачоевского. Возвращаясь с набега на русскую сторону, абрек был вынужден со своими молодцами остановиться в ауле у мастера-оружейника по имени Адселам для ремонта поврежденной винтовки.

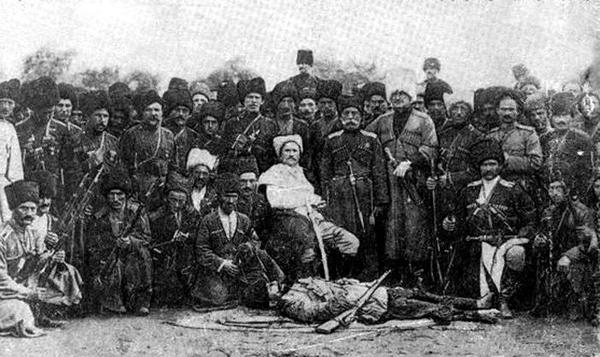
Шали. Сентябрь 1913 год. Георгий Кибиров (в центре) со своим отрядом.

В октябре 1905 года он расстрелял 17 пассажиров — офицеров из остановленного им поезда.
В апреле 1906 года Зелимхан убил начальника Грозненского округа подполковника Добровольского. В 1908 году — начальника Веденского округа полковника Галаева. В январе 1910 года совершил налёт на Грозненский вокзал и увёз из кассы 18 тысяч рублей. Весной 1910 года было совершено нападение на Кизляр. Переодевшись казаками, его отряд ограбил Кизлярский банк.
По мере подавления революции 1905—1907 годов у правительства дошли руки и до Кавказа. Против абреков были брошены казаки и добровольческие отряды мирных чеченцев. Приказом по Терской области властями был сформирован «временный охотничий отряд» во главе с войсковым старшиной Вербицким для уничтожения Зелимхана и его соратников. В сёлах, которые укрывали абреков, проводились жёсткие «зачистки». Начались преследования родственников Зелимхана: были убиты его брат и отец, арестованы его жена и дети. За голову абрека правительство назначило 5 тысяч рублей, а впоследствии эта сумма была увеличена до 18 тысяч (дойная корова тогда стоила 60 рублей).
В 1911 году с абреком встретились несколько студентов-анархистов из Ростова-на-Дону. Те ему рассказали, что «царь не только чеченцам зло делает». Они рассказали о той борьбе, которую они ведут по всей России против правительства. Зелимхан с сочувствием и поддержкой отнёсся к гостям. Они расстались друзьями и соратниками. Студенты вручили Зелимхану красно-чёрный флаг, четыре бомбы и печать, на которой было написано «Группа кавказских горных террористов-анархистов. Атаман Зелимхан». С этого момента Зелимхан скреплял свои послания и ультиматумы этой печатью.
Абречество имело поддержку среди части горцев, которые часто присоединялись к налетам на банки и кассы. Однако, кольцо вокруг отряда Зелимхана на Северном Кавказе постоянно сжималось. Целый ряд чеченских аулов был обложен большими штрафами за укрывательство абрека. Многие участники его отряда были арестованы или убиты. Главную роль в преследовании и ликвидации абреков Зелимхана сыграли мирные чеченцы. Потеряв большую часть своего отряда, Зелимхан ушёл в горы. В сентябре 1913 года властям стало известно о его местонахождении. 25 сентября 1913 года отряд под командованием поручика Георгия Алексеевича Кибирова, считавшего Зелимхана своим кровником, напал на след абрека. Зелимхан был окружён около села Шали и, в результате непродолжительного боя, убит.

### Хронологияжизни абрека

#### 1872—1905 гг.
- январь 1872 г. — В с. Харачой Веденского округа родился Зелимхан Гушмазукаев, который стал абреком. Во время Смуты 1905-07 годов был использован революционными партиями для борьбы с правительством.
- 24 мая 1901 г. — В Грозном прошёл суд над Зелимханом Гушмазукаевым, его отцом Гушмазуко Бахоевым. Суд приговорил их на 3,5 года за убийство кровной мести в арестантские отделения. Зелимхана сослали в Илецкую защиту.
- Лето 1901 г. — Зелимхана вернули из ссылки на пересмотр судебного решения, после которого вновь заключили в Грозненскую тюрьму.
- Лето 1901 г. — Побег Зелимхана с тремя товарищами из Грозненской тюрьмы.
- 1901 г. — Зелимхан Гушмазукаев примкнул к абреческому движению.
- Ноябрь 1902 г. — Столкновение между чеченцами и казаками на базаре селения Шамиюрт из-за попытки казаков отобрать у чеченцев оружие.
- 15 сентября 1903 г. — Предписание начальника Терской области начальникам участков произвести в аулах внезапные обыски и конфискацию оружия.
- 27 января 1904 г. — Чеченские селения Веденского округа отказались признавать назначаемых администрацией старшин и платить налоги.
- Конец 1904 г. — Крестьянские волнения в 60 аулах Веденского округа.
- 17 мая 1905 г. — От имени чеченского, ингушского, кабардинского, осетинского народов наместнику подано коллективное прошение о предоставлении горскому населению прав местного сельского самоуправления.
- Май — сентябрь 1905 г. — Размещение войск в чеченских аулах для предотвращения беспорядков.
- 24 октября 1905 г. — Грозненский, Веденский и Хасавъюртовский округа объявлены на военном положении и генерал Светлов назначен общим руководителем военными действиями.
- 17 октября 1905 г. — Абрек Зелимхан в ответ на погром чеченцев, организованный властями на грозненском базаре 10 октября 1905 г., около станции Кади-Юрт остановил пассажирский поезд и расстрелял 17 пассажиров из числа офицеров и представителей власти. Ровно столько же расстреляли солдаты и казаки на грозненском базаре.

#### 1906—1910 гг.
- 17 февраля 1906 г. — Собрание почётных стариков Веденского округа в с. Устар-Гордое (ныне г. Аргун) выступило с требованием убрать с должности начальника Веденского округа полковника Ханжалова.
- 16 марта 1906 г. — Второе собрание почётных стариков Веденского округа. Прибывший генерал-губернатор Терской области Колюбакин вынужден был удовлетворить их требование.
- 1906 г. 4 апреля — Зелимхан Гушмазукаев убил старшего помощника начальника Грозненского округа подполковника Добровольского.
- Август — декабрь 1906 — Карательная экспедиция полковника Галаева в аулы Веденского округа, где укрывались абреки.
- 17-18 декабря 1906 г — после артиллерийского обстрела чеченских аулов Веденского округа абреки бежали в горы.
- Лето 1908 г. — Убийство абреком Зелимханом начальника Веденского округа полковника Галаева — автора проектов по землеустройству Нагорной полосы, которые вызвали бурные протесты у крестьян-горцев.
- 1908 г. август — В ответ на убийство Галаева организована карательная экспедиция в аул Цацан-юрт.
- 31 августа 1908 года — Убиты отец Зелимхана Гушмазуко и брат Солтамурад.
- 7 марта 1909 г. — Приказ по Терской области о формировании временного «охотничьего отряда» во главе с войсковым старшиной Вербицким, на которого возлагалось поручение по ловле и уничтожению вооружённых «разбойничьих шаек» в пределах Хасавюртовского, Веденского, Грозненского и Назрановского округов, как Зелимхана, так и его единомышленников.
- 14 марта 1909 г. — Абреки напали на Гудермесском базаре на атамана «охотничьего отряда» войскового старшину Вербицкого и его охрану, потеряв трёх бойцов убитыми и десять ранеными.
- 1909 г. — Царские власти назначили за голову Зелимхана награду в 5000 рублей.
- 9 января 1910 г. — Абрек Зелимхан в два часа ночи произвел налёт на грозненский вокзал и увёз из кассы 18000 рублей. Отобранные деньги и ценности распределены среди местной бедноты.
- 9 апрель 1910 г. — Абрек Зелимхан, желая устранить Вербицкого, заранее предупредил атамана о своем намерении напасть на Кизлярский банк. В 12 часов дня абреки ограбили Кизлярский банк, а Вербицкий не смог им помешать. Добыча от этого налёта была небольшой, основной целью была месть Вербицкому. Он попал под суд за бездействие и неудачу в поимке Зелимхана.
- 25 сентября 1910 г. — Крупный отряд под командованием начальника Назрановского округа князя Андронникова начал операцию по поимке отряда абрека Зелимхана в горах в верховьях близ урочища реки Ассы. Часть абреков была убита и арестована, включая семью Зелимхана. Однако, сам он ушёл.
- Октябрь 1910 г. — Зелимхан вместе с четырьмя товарищами на мосту в Ассинском ущелье устроили засаду на князя Андронникова. В ходе боя был тяжело ранен командир дагестанской сотни штабс-ротмистр Данагуев (на всю жизнь остался калекой) и шестеро всадников.
- Осень 1910 г. — Беспорядки в аулах Веденского округа против властей.
- 1 декабря 1910 г. — В своем родном селении Старые Атаги убит абрек Абубакар Хасуев, ближайший друг Аюба Тамаева — сподвижника Зелимхана.

#### 1910—1913 гг.

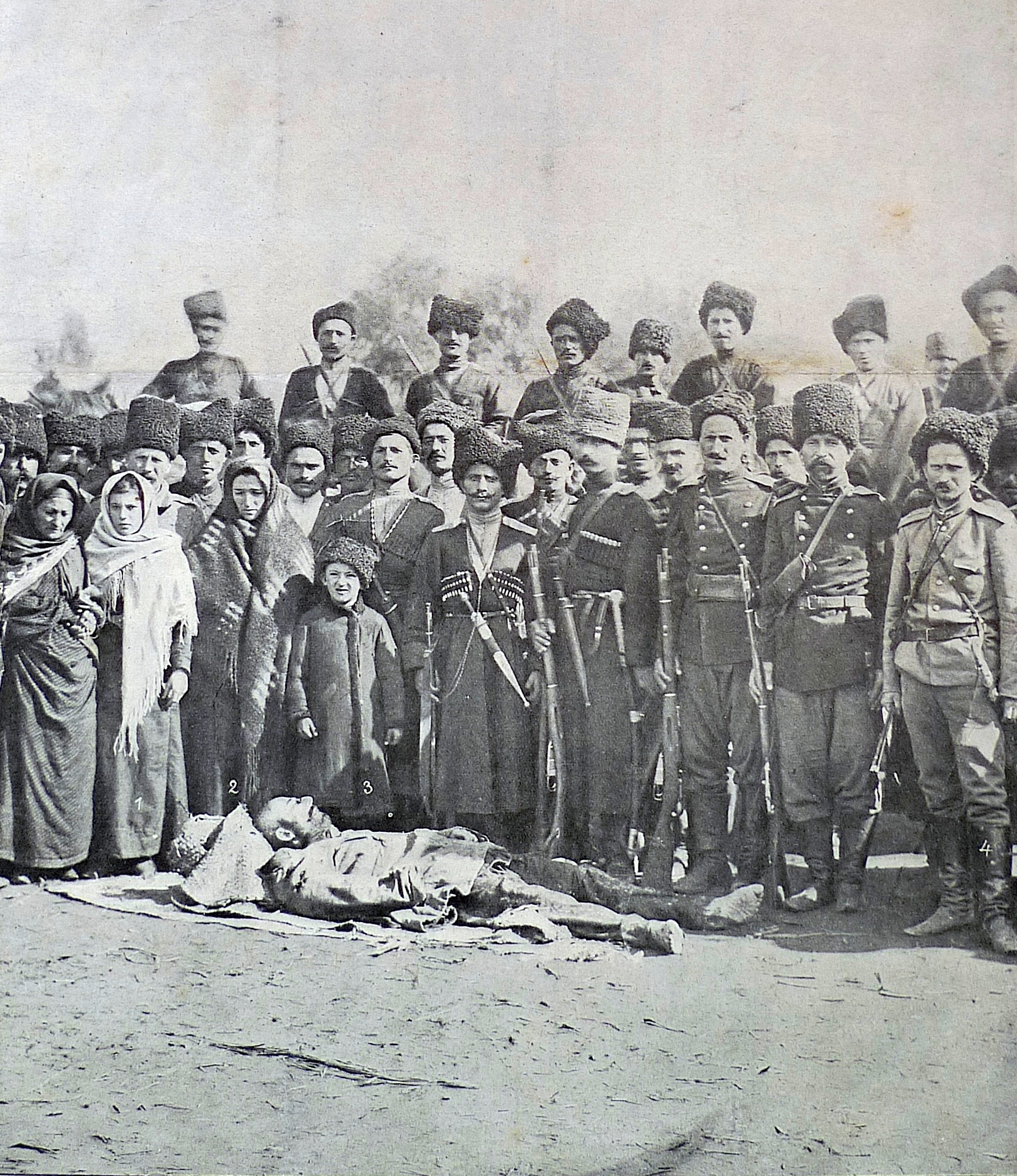
Отряд горцев, действовавших против Зелимхана, и семья убитого абрека у его тела. 1) Дочь Зелимхана, 2) его сноха, 3) его сын и 4) начальник отряда

- 19 апреля 1911 г. — Встреча Зелимхана с пятью студентами (преимущественно армяне), которые просили Зелимхана поддержать революцию в России. В этой встрече, организованной через Шахида Борщикова, участвовали 22 человека, среди которых оказались два агента военного отряда.
- Октябрь 1911 г. — Приказ наместника Кавказа взыскать 100000 рублей штрафа с чеченских аулов Грозненского и Веденского округов, где укрывались абреки, в пользу пострадавших от «зелимхановщины».
- 15 октября 1911 г. — Начальник карательного отряда полковник Моргания с тремя ротами Дагестанского полка, двумя сотнями казаков, 16-ю всадниками-дагестанцами и 12-ю назрановцами окружили село Старо-Сунженское, где ночевал Зелимхан. Зелимхан ушёл невредимым.
- Октябрь 1911 г. — По приказу наместника Кавказа в с. Старо-Сунженское взорвали несколько домов, в которых 15 октября мог остановиться Зелимхан.
- Ноябрь 1911 г. — Арестованы и высланы из Чечни и Ингушетии представители высшего духовенства Сугаип-мулла Гойсумов, Бамат-Гирей Митаев, Абдул-Азиз Шаптукаев, Батил-Хаджи Белхороев, Кана-Хаджи, Чиммирза, мулла Магома.
- 11 ноября 1911 г. — Начальник Веденского округа подполковник Каралов создал команду из местных старшин, которые поклялись на Коране убить Зелимхана.
- 9 декабря 1911 г. — Карательный отряда под командованием полковника Моргания окружил пещеру недалеко от Харачоя, в которой скрывался Зелимхан. В течение двух суток в ответ на артиллерийский и ружейный обстрел Зелимхан сделал пять выстрелов, убив двоих и ранив троих солдат. Сам ушёл из окружения невредимым.
- 1912 г. — Царские власти назначили за голову Зелимхана награду в 18000 рублей.
- 27 сентября 1913 г. — Гибель абрека Зелимхана. Бойцы Дагестанского конного полка под командованием поручика Кибирова на хуторе близ Шали окружили дом, в котором находился больной Зелимхан. Раненый выстрелом в спину, Зелимхан погиб.

### Эпистолярий
Малограмотный Зелимхан написал много. Он вовсе не был грамотен по-русски, немного писал по-арабски. Перед тем, как совершить акт возмездия, Зелимхан старался предупредить, дать возможность отвратить наказание[прояснить]. Писал Зелимхан Добровольскому и приходил к нему сам. Писал Галаеву, Данагуеву, Вербицкому, Моргания, Дудникову, а также Каралову. Диктовал письма своим «письмоводителям» Бетыр-Султану и Бачи-юртовскому Гаккай-мулле.
Письма, хранившиеся у Бетыр-Султана, отобраны во время обыска начальником особого отдела какой-то дивизии. Письма Вербицкому, Каралову, Дудникову исчезли так же, как и письма Михееву. Письмо председателю Государственной думы в своё время было опубликовано в октябрьском «Голосе Правды». Автором думского письма был чеченский интеллигент и нефтепромышленник.

### Судьба сторонников Зелимхана
Часть горцев, воевавших с Зелимханом, ушла в Османскую империю. В декабре 1912 года — январе 1913 года из Дагестана в Трапезунд ушли около 300 боевиков Сеида Акаева, помощника Зелимхана, которые были вооружены 700 винтовками.

## Семья
Детей у Зелимхана Гушмазукаева было четверо: Медни, Эниста, Магомед и Умар-Али (имена расположены здесь по возрастному признаку).

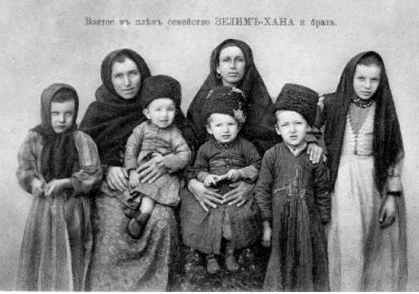
Семья Зелимхана.

В 1919 году умерла жена Зелимхана. Старший сын Зелимхана, Магомед был убит в 1922 году в селе Махкеты Веденского района ЧИАССР. Младший сын Зелимхана, Умар-Али Зелимханов (1910—1947) стал начальником районного отдела НКВД в Веденском районе. После выселения чеченцев Зелимханов активно участвовал в преследовании уклонившихся от депортации и погиб в 1947 году при попытке ликвидации одного из них.
Тем самым Умар-Али спас многих чеченцев от гибели:

Прежде всего, Умар-Али исследует вместе с работником НКВД Галанчожевский, Итум-Калинский, Шатоевский, Ножай-Юртовский и Веденский районы, выявляет число избежавших депортации, устанавливает с ними связь. Встречаясь с представителями разных групп чеченцев, он убеждает их в бесперспективности их борьбы, предлагает добровольно сдаться в руки властей и тем самым обрести необходимую свободу. Он гарантировал свободу тем, кто добровольно сдавался в руки властей, и свои обещания он твердо исполнял. Благодаря такой работе Умар-Али, сотни людей были спасены от неминуемой гибели, оправданы перед законом и соединены со своими семьями и родственниками, находившимися в Казахстане и Киргизии. Методы, которыми Умар-Али в то время руководствовался в своей деятельности, были крайне опасными: ему приходилось лавировать между «преступниками» и властью. Малейшая ошибка с его стороны могла стоить ему жизни… Но Умар-Али старался об этом не думать — для него главным было спасти хотя бы одну жизнь чеченца.

Умар-Али назначили на эту должность фактически после выселения. К тому же среди оставшихся в горах были и родственники Умар-Али, оказывавшие сопротивление местным властям. Цель назначения Умар-Али в том, чтобы использовать отца Умар-Али и его самого, как бывшего работника районного масштаба, хорошо знавшего район.
О своём назначении на должность начальника районного отдела НКВД Умар-Али рассказывал следующее:.

Я сам удивился этому вначале, даже обиделся. Подумал, за кого они принимают меня. Когда я стал возражать, меня вызвали к начальству, где мне было сказано с соответствующей интонацией: — Прежде чем отказываться от почетной должности вы должны подумать о возможном последствии отказа лично для вас и для вашей семьи. Это была явная серьёзная угроза. О себе я не думал. Но погубить семью я не мог. Пришлось согласиться, намотав на ус то, что следовало намотать.

## Память

Памятник Зелимхану Харачоевскому.

В 1939 году поэтесса Марьям Исаева написала стихотворение «Зелимхан»:
… Зелимхан Харачойский!
Привет тебе, славный джигит!
Пусть народная память
Вовеки твой сон сторожит!
О свободе народной
Звенел твой бесстрашный кинжал,
Бедноту, Зелимхан,
Ты своею семьёй называл…
В 1926 году Олег Фрелих на студии «Восток-Кино» снял немой фильм «Зелимхан».
В Чечено-Ингушской АССР был организован колхоз им. Зелимхана.
Зелимхан упоминается в романе Ивана Ефремова «Лезвие бритвы» (1963), один из персонажей которого, Солтамурад — внучатый племянник Зелимхана.
В 1968 году писатель Магомед Мамакаев написал книгу «Зелимхан».
Был написан целый ряд песен о Зелимхане, в частности, на стихи Мусы Гешаева (автор музыки и исполнитель Имам Алимсултанов), Ахмада Сулейманова и других поэтов.
В репертуаре чеченской музыкальной группы «Президент» есть песня «Зелимхан».
Заместитель министра Чеченской Республики по национальной политике, внешним связям, печати и информации Лёма Гудаев, правнук Зелимхана по матери, написал и издал книгу «Абрек Зелимхан: факты и документы».
В 1988 году в селе Шали был установлен памятник Зелимхану.
В середине 1970-х годов на въезде в Веденский район был установлен памятник Зелимхану Харачоевскому. Памятник был разрушен в ходе боевых действий. В 2008 году памятник был восстановлен на прежнем месте, а через год установлен близ Харачойского водопада.